# Phare de Los Morrillos
Le phare de Los Morrillos (en anglais : Los Morrillos Lighthouse) est un phare actif situé dans la municipalité de Cabo Rojo, à Porto Rico, en mer des Caraïbes. Il est géré par l'United States Coast Guard.
Il est référencé dans le registre national des lieux historiques sous la tutelle du Gouvernement fédéral des États-Unis depuis le 22 octobre 1981.

## Histoire
Situé à la pointe sud-ouest de l'île de Porto Rico, ce phare a été construit en 1882 afin de guider les navires de passage à travers l'entrée sud-est de la mer des Caraïbes à travers le dangereux canal de la Mona dans l'océan Atlantique. Le phare est situé sur une falaise de calcaire blanche entourée de lagons d'eau salée et de marais.
L'architecture du phare se distingue par sa simplicité, une décoration minimale et une corniche non travaillée répétée à travers la structure. L'appareil d'éclairage est logé dans une lanterne en fonte, en cuivre et en verre. La lentille de Fresnel a été fabriquée par la société française Sautter, Lemonnier et Cie.
À l'origine, le phare était tenu par deux gardiens et un ingénieur, qui vivaient sur le terrain avec leurs familles. En 1967, le phare a été rénové et son fonctionnement est actuellement complètement automatisé. La structure elle-même est abandonnée depuis des décennies, bien que le gouvernement local ainsi que des groupes de citoyens locaux, tels que Caborrojeños Pro Salud y Ambiente (en), tentent de transformer la maison de l'ancien gardien de phare en musée. Le projet a été repris par la municipalité, une action qui a entraîné la perte des fonds du gouvernement fédéral américain qui lui avaient été attribués. La municipalité a repris les travaux de rénovation en 2002-04 qui, selon les critiques, ont irrévocablement porté atteinte à la signification historique de la structure interne.
Le phare a rouvert au public en 2007 du mercredi au dimanche. Le phare est situé dans la Cabo Rojo National Wildlife Refuge (en).

## Description
Ce phare est une tour hexagonale en pierre, avec une galerie et une balise de 12 m de haut, attachée à une maison de gardien d'un étage. La tour est peinte en gris. Il émet, à une hauteur focale de 35 m, un éclat blanc par période de 20 secondes. Sa portée est de 20 milles nautiques (environ 37 km).
Identifiant : ARLHS : PUR-002 ; USCG : 3-32290 - Amirauté : J5578 - NGA : 110-14572.
|           |
| Le phare. |

|           |
| Le phare. |

|                                   |
| Localisation du canal de la Mona. |